# غوردون والاس (لاعب كرة قدم)
غوردون والاس (بالإنجليزية: Gordon Wallace)‏ (13 يونيو 1944 في المملكة المتحدة - ) هو لاعب كرة قدم بريطاني في مركزي الهجوم ومهاجم داخلي. لعب مع نادي كرو ألكساندرا ونادي ليفربول.

## وصلات خارجية
- غوردون والاس على موقع قاعدة بيانات كرة القدم.إي يو (الإنجليزية)